# Liste des sites Ramsar en Bosnie-Herzégovine
Cet article recense les zones humides de Bosnie-Herzégovine concernées par la convention de Ramsar.

## Statistiques
La convention de Ramsar est entrée en vigueur en Yougoslavie le 28 juillet 1977, la République socialiste de Bosnie-Herzégovine en faisant alors partie. La Bosnie-Herzégovine devient indépendante le 1er mars 1992 ; le 24 septembre 2001, le pays déclare l'application rétroactive de la convention sur son territoire depuis son indépendance.
En janvier 2020, le pays compte 3 sites Ramsar, couvrant une superficie de 571,92 km2 (soit environ 1% du territoire bosniaque).

## Liste
| Site                   | Entité                              | Notes | Date              | Superficie (km²) | Altitude (m) | Identifiant Ramsar | Identifiant WDPA | Coordonnées                       | Photo |
| ---------------------- | ----------------------------------- | ----- | ----------------- | ---------------- | ------------ | ------------------ | ---------------- | --------------------------------- | ----- |
| Zone humide de Bardača | République serbe de Bosnie          |       | 2 février 2007    | 35,00            | 85 - 95      | 1658               | 903028           | 45° 06′ 07″ nord, 17° 27′ 14″ est |       |
| Hutovo blato           | Fédération de Bosnie-et-Herzégovine |       | 24 septembre 2001 | 78,24            | 1 - 432      | 1105               |                  | 43° 03′ 07″ nord, 17° 47′ 13″ est |       |
| Poljé de Livno         | Fédération de Bosnie-et-Herzégovine |       | 11 avril 2008     | 458,68           | 699 - 991    | 1786               | 109004           | 43° 51′ 54″ nord, 16° 49′ 30″ est |       |